# اس‌پی‌آی‌سی‌ئی آرنا
اس‌پی‌آی‌سی‌یی آرنا (به انگلیسی: SPICE Arena) یک سالن سرپوشیده است که در تاون‌شیپ بایان بارو ایالت پنانگ، مالزی واقع شده است. این مکان، به عنوان مرکز ورزشی سرپوشیده اصلی پنانگ و هم چنین اصلی‌ترین گزینه دولت‌شهر برای برگزاری تجمع‌ها، مشوق‌ها، نشست‌ها و نمایشگاه‌ها، عمل می‌کند.
این مرکز که در ابتدا به عنوان سالن ورزشی سرپوشیده بین‌المللی پنانگ نامگذاری شده بود (پی آی اس اِی)، در آغاز فعالیتش دارای یک سالن سرپوشیده و یک مرکز شنا بود. از زمان تکمیل پی آی اس اِی در سال ۲۰۰۰، میزبان رخدادهای ورزشی ملی و بین‌المللی از جمله بازی‌های سوکما ۲۰۰۰، بازی‌های حنوب شرقی آسیا ۲۰۰۱ و مسابقات قهرمانی جهانی اوپن اسکواش زنان ۲۰۱۳، بوده است.
بین سالهای ۲۰۰۱ تا ۲۰۱۷، پی‌آی‌اس‌اِی (PISA) توسط اس‌پی ستیا، شرکت بزرگ املاک و مستغلات مالزیایی، تحت بازسازی اساسی قرار گرفت. سالن سرپوشیده نوسازی شده، که به نام اس‌پی‌آی‌سی‌یی آرنا تغییر نام یافت، با هزینه ای بالغ بر ۲۸۴ میلیون رینگیت مالزی که برای مرکز گردهمایی انجام گرفت، به عنوان مرکز انجام تجمع‌ها، مشوق‌ها، نشست‌ها و نمایشگاه‌ها نقش آفرینی می‌کند. اضافه بر این، پروژه نوسازی شامل بهسازی مرکز شنا، که اکنون به مرکز ورزش‌های آبی اس‌پی‌آی‌سی‌یی معروف است، در سال ۲۰۱۶ به پایان رسید.